# FK Bačka Đurđevo
FK Bačka je srpski fudbalski klub iz naselja Đurđeva, opština Žabalj. Trenutno se takmiči u PFL Novi Sad, petom takmičarskom nivou srpskog fudbala.

## Istorija
FK Bačka formiran je 1921.god. Tadašnji gimanazijalac četvrtog razreda, kasnije profesor filozofije i sportski trener, bivši olimpijac iz Tokija 1964.god Jaša Bakov, doneo je prvu fudbalsku loptu u svoje rodno mesto Đurđevo, u novoformirani klub u kojem je i sam igrao kao golman, bek i krilo. Po okolnim mestima igrali su sve do 1923, kada je klub i zvanično registrovan, tako da je današnja FK Bačka 2008. godine proslavila jubilej 85. godina rada i postojanja. Klub se uglavnom takmičio u opštinskoj i područnoj ligi. Danas klub teško sastavlja kraj sa krajem, ali egzistira zahvaljujući nekolicini entuzijasta, operativaca i sponzora, kao i ljudi dobre volje. Veliku pomoć i podršku dobija od Skupštine Opštine Žabalj, a od 2011. se takmiči u područnoj ligi.
I pored svega poseduje sedam selekcija: fudbalsku školu od predškolskog uzrasta, najmanjih pionira do podmlatka, ukupno pet selekcija plus prva ekipa i veterani sa pet trenera. Sagledavajući ove činjenice klub bi mogao da se takmiči i u trećoj a možda i u drugoj ligi kada igrači ne bi odlazili u druge klubove. Međutim, normalno je da svaki igrač u određenom periodu želi da se dokaže i nastavi karijeru u višem rangu takmičenja. U nedostatku finasijskih sredstava klub ne može da ih zadrži, tako da se kvalitetni igrači osipaju iz FK Bačke.
Trenutno u višoj ligi i inostranstvu iz našeg rasadnika talenata fudbalom se aktivno bavi dvanaest igrača. Svake godine bar jedan igrač u sezoni pređe u FK Novi Sad i FK Vojvodinu. Klub poseduje 2 terena: glavni i pomoćni, raspolaže površinom od 7,5 hektara, dva objekta (novi je u izgradnji) sa vodom, strujom, telefonom i gasom. Postoje uslovi odnosno prostor za izgradnju 5 - 6 fudbalskih terena, terena za rukomet, odbojku, košarku, bar 3 terena za tenis, kuglanu, bazen za kupanje, jednom rečju izgradnju sportsko rekreativnog centra (pogledati idejni projekat zone male privrede, sporta i rekreacije ). U okviru toga potrebno je adaptirati dotrajale stare prostorije i nastaviti sa izgradnjom započetog novog objekta. Izgradnjom ovakvog sportskog centra realizovali bi se uslovi za rad kluba kao i mogućnost velikih klubova za obavljanje priprema svojih ekipa i time bi se ostvarila obostrana korist.
Iz prošlosti kluba govore činjenice o kvalitetnom radu i igri. U vreme Drugog svetskog rata odigrana je utakmica sa mađarskim prvoligašem i pobedom FK Bačke  od 4:0, jedan od igrače te selekcije Miroslav Senderak-Bačika postaje član reprezentacije grada Novog Sada rame uz rame sa Vujadinom Boškovim. Sedamdesetih godina gostuje i reprezentacija Čehoslovačke.
U Novosadskoj Vojvodini, igrao je Branislav Čepski, koji će kasnije postati dugogodišnji kapiten zrenjaninskog Proletera, gde će potom zaigrati i Silvester Vislavski - Miđa. Vladimir Vrbaški u jednom periodu postaje kapitenRadničkog iz Sombora, u generaciji koja je igrala finale kupa sa FK Crvena zvezda, zajedno sa Ilijom Pantelićem. klub se može pohvaliti činjenicom da je jedan od najboljih igrača FK Vojvodine, kasnije internacionalac u Francuskoj - Silvester Takač rođen u Đurđevu. Karijeru fudbalera u Đurđevu započeo je i Đorđe Ćurčić koji je igrao za FK Novi Sad, Vojvodina Novi Sad, Sloboda Tuzla, kasnije postaje aktivan igrač u Nemačkoj. Ivan Hološnjaji, bivši igrač FK Bačke 'igrao je u timovima druge lige, kao i u klubovima u Švajcarskoj. Milomir Sivčević igrao je u nekoliko klubova treće i druge lige, u prvoj ligi Republike Srpske, a sada je trenutno igrač slovačkog prvoligaša. Nadareni golgeter, Nebojša Ružić igrač naših klubova igraoza mađarski MTK .

## Spoljašnje veze
- Rezultati Bačke na srbijasport.net